# Suárez (Malaga)
Pour les articles homonymes, voir Suárez.
Suárez est un quartier appartenant à l’arrondissement Bailén-Miraflores de la ville andalouse de Málaga en Espagne.
Officiellement, il est limité au nord par les quartiers de Tejar de Salyt, Miraflores de los Ángeles  et Parque Victoria Eugenia ; à l'est, par les quartiers de Victoria Eugenia, La Bresca, Camino de Suárez et Haza del Campillo ; au sud, par ceux de Gamarra et Los Castillejos ; et à l'ouest avec Pavero.
Le nom du quartier, ainsi que celui du Chemin de Suárez et de la Ferme Suárez, ne provient pas du nom « Suárez », mais du nom « Swerts », nom d'une famille d'origine belge qui s'est établi dans la région au XVIIe siècle pour se consacrer à l'élevage de chèvres et de vaches. Au XIXe siècle, il a été transformé en « Suárez », en raison de la difficulté des hispanophones à prononcer le nom correctement.

## Transport
En bus, ce quartier communique avec les lignes suivantes de l'EMT : 
| Ligne | Trajet                                        | Parcours | Fréquence     |
| ----- | --------------------------------------------- | -------- | ------------- |
| C1    | Circular 1                                    | Parcours | 12 minutes    |
| C2    | Circular 2                                    | Parcours | 11-12 minutes |
| 6     | Alameda Principal - La Milagrosa              | Parcours | 50 minutes    |
| 7     | Alameda Principal - Miraflores de los Ángeles | Parcours | 10-11 minutes |

## Climat
Le climat de Suárez est le plus chaud de la ville de Málaga, si bien qu'en hiver aux jardins de la ville s'il fait une température de 4 °C, à Suárez il peut faire 8 °C.